# Cheev
Cheev (справжнє ім'я Владислав Чижиков, біл. Уладзіслаў Чыжыкаў; нар. 31 грудня 1993, м. Бобруйськ, Могильовська область, Білорусь) — білоруський та український співак, автор і виконавець власних пісень. Лауреат Національної музичної премії «Ліра» у номінації «Відкриття року» (2017, Білорусь).
Фіналіст білоруського нацвідбору на пісенний конкурс «Євробачення» (2016, 2018). Переможець білоруського музичного проєкту «Загальнонаціонального телебачення» «Академія талантів 2», учасник українських проєктів «X-Фактор» (2016) та «Голос країни» (2019).

## Життєпис
Працював в Мінську викладачем болгарської мови.
Був учасником гурту «Радіохвиля», яка потрапила до фіналу білоруського національного відбору на пісенний конкурс «Євробачення 2018». Тоді він поступився правом представляти Білорусь співакові Alekseev.

## Творчість
Записував кавери на пісні різних артистів, включаючи українських.
З 2019 року пише пісні українською мовою. Цього ж року українська співачка Анна Трінчер представила пісню «Ошибки», автором якої є Владислав.
У програмі «Belsat Music Live» заспівав дуетом із Юлією Саніною пісню «Stones».
У 2022 році кліп на пісню «Гарно так» зібрав більше 8 мільйонів переглядів та потрапив у тренди YouTube і був на першій сходинці чарту топ-100 Apple Music Ukraine.

### Дискографія
- «Drama» (2021)[7]
  - 9 пісень (8 треків українською і 1 — білоруською)[13][14]
- «Noir» (2023)

### Кліпографія
- «Оберігати» (2020)
- «Гарно так» (2021)[7]
- «Мрієшся» (2022)[15][7]
- «Печаль» (2023)
- «Пазл» (2023)
- «Де моя любов живе» (2023)
- «Більш немає крил» (2023)